# Medalhistas olímpicos do combinado nórdico

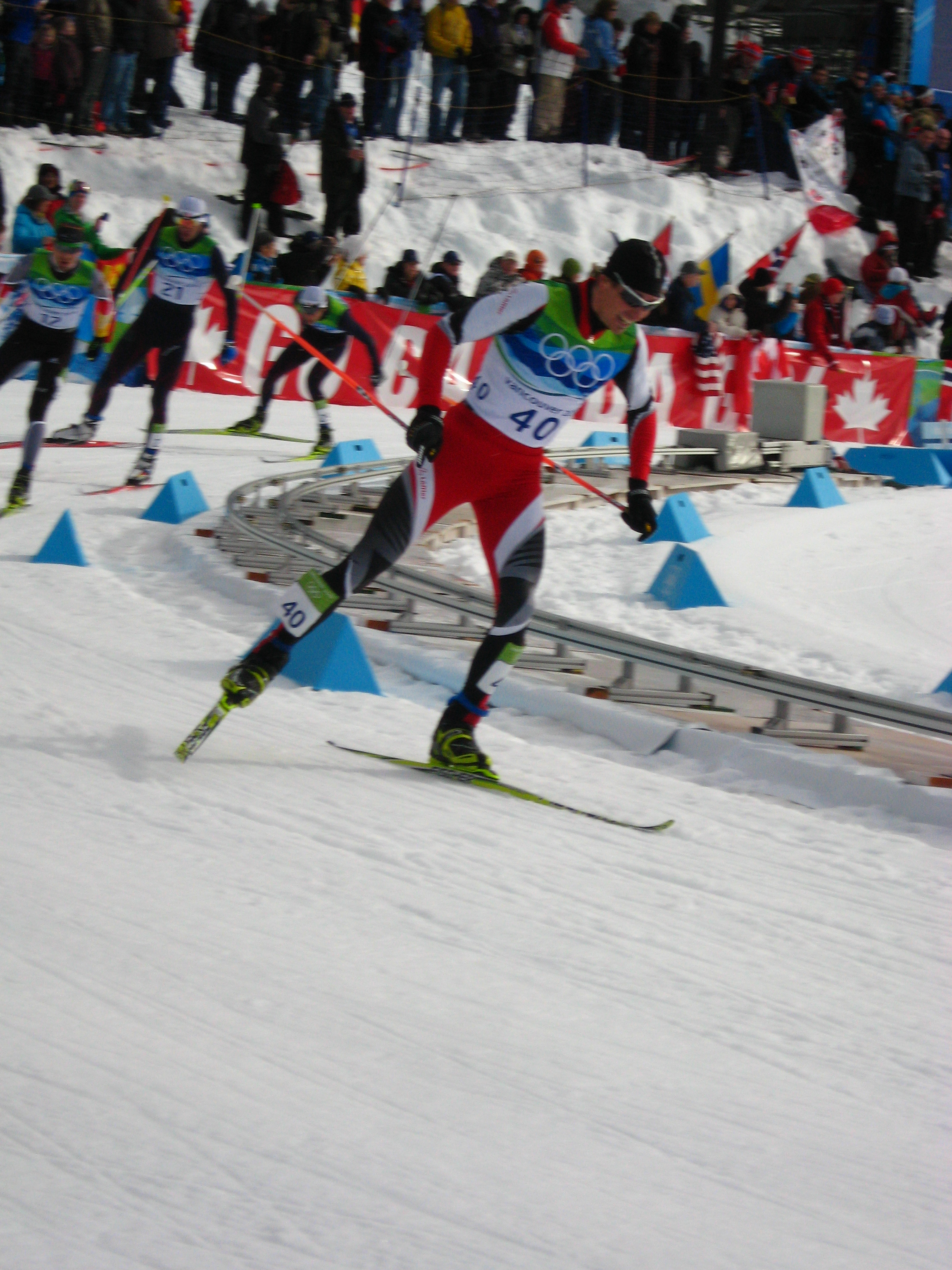
Felix Gottwald é o atleta mais vitorioso do combinado nórdico olímpico com sete medalhas no total.

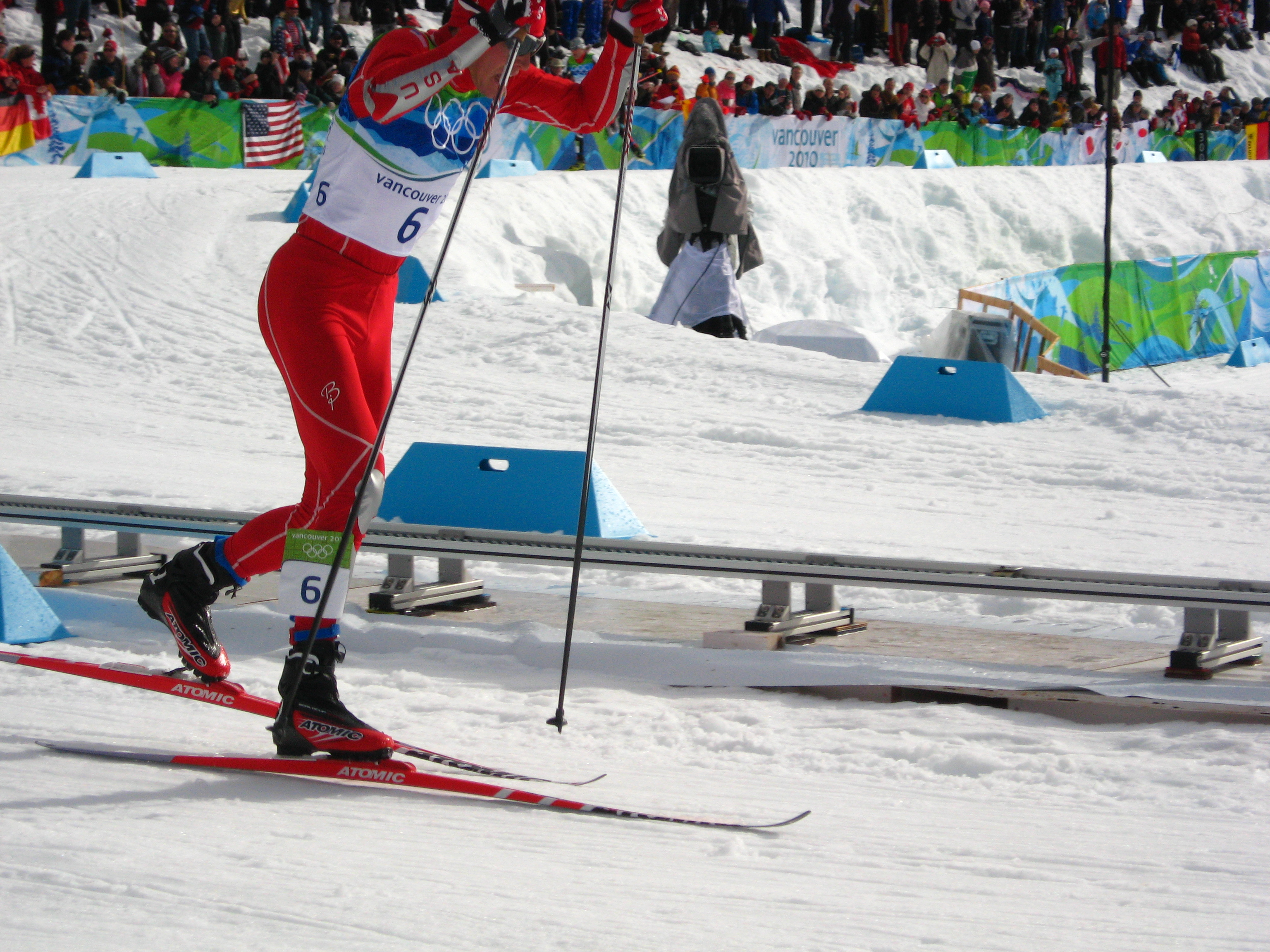
Bill Demong, medalha de ouro em Vancouver 2010.

Segue a lista dos medalhistas olímpicos do combinado nórdico:

## Masculino

### Individual pista normal
A prova já foi disputada em dois diferentes formatos:
- Individual pista normal (Gundersen) —— 1924–2006
- Individual pista normal/10 km —— 2010–

| Evento                                | Ouro                                 | Prata                                | Bronze                                |
| ------------------------------------- | ------------------------------------ | ------------------------------------ | ------------------------------------- |
| Chamonix 1924 (detalhes)              | Thorleif Haug NOR Noruega            | Thoralf Strømstad NOR Noruega        | Johan Grøttumsbråten NOR Noruega      |
| St. Moritz 1928 (detalhes)            | Johan Grøttumsbråten NOR Noruega     | Hans Vinjarengen NOR Noruega         | Jon Snersrud NOR Noruega              |
| Lake Placid 1932 (detalhes)           | Johan Grøttumsbråten NOR Noruega     | Ole Stenen NOR Noruega               | Hans Vinjarengen NOR Noruega          |
| Garmisch-Patenkirchen 1936 (detalhes) | Oddbjørn Hagen NOR Noruega           | Olaf Hoffsbakken NOR Noruega         | Sverre Brodahl NOR Noruega            |
| St. Moritz 1948 (detalhes)            | Heikki Hasu FIN Finlândia            | Martti Huhtala FIN Finlândia         | Sven Israelsson SWE Suécia            |
| Oslo 1952 (detalhes)                  | Simon Slåttvik NOR Noruega           | Heikki Hasu FIN Finlândia            | Sverre Stenersen NOR Noruega          |
| Cortina D'Ampezzo 1956 (detalhes)     | Sverre Stenersen NOR Noruega         | Bengt Eriksson SWE Suécia            | Franciszek Gąsienica Groń POL Polônia |
| Squaw Valley 1960 (detalhes)          | Georg Thoma EUA Equipe Alemã Unida   | Tormod Knutsen NOR Noruega           | Nikolay Gusakov URS União Soviética   |
| Innsbruck 1964 (detalhes)             | Tormod Knutsen NOR Noruega           | Nikolay Kiselyov URS União Soviética | Georg Thoma EUA Equipe Alemã Unida    |
| Grenoble 1968 (detalhes)              | Franz Keller FRG Alemanha Ocidental  | Alois Kälin SUI Suíça                | Andreas Kunz GDR Alemanha Oriental    |
| Sapporo 1972 (detalhes)               | Ulrich Wehling GDR Alemanha Oriental | Rauno Miettinen FIN Finlândia        | Karl-Heinz Luck GDR Alemanha Oriental |
| Innsbruck 1976 (detalhes)             | Ulrich Wehling GDR Alemanha Oriental | Urban Hettich FRG Alemanha Ocidental | Konrad Winkler GDR Alemanha Oriental  |
| Lake Placid 1980 (detalhes)           | Ulrich Wehling GDR Alemanha Oriental | Jouko Karjalainen FIN Finlândia      | Konrad Winkler GDR Alemanha Oriental  |
| Sarajevo 1984 (detalhes)              | Tom Sandberg NOR Noruega             | Jouko Karjalainen FIN Finlândia      | Jukka Ylipulli FIN Finlândia          |
| Calgary 1988 (detalhes)               | Hippolyt Kempf SUI Suíça             | Klaus Sulzenbacher AUT Áustria       | Allar Levandi URS União Soviética     |
| Albertville 1992 (detalhes)           | Fabrice Guy FRA França               | Sylvain Guillaume FRA França         | Klaus Sulzenbacher AUT Áustria        |
| Lillehammer 1994 (detalhes)           | Fred Børre Lundberg NOR Noruega      | Takanori Kono JPN Japão              | Bjarte Engen Vik NOR Noruega          |
| Nagano 1998 (detalhes)                | Bjarte Engen Vik NOR Noruega         | Samppa Lajunen FIN Finlândia         | Valeri Stolyarov RUS Rússia           |
| Salt Lake City 2002 (detalhes)        | Samppa Lajunen FIN Finlândia         | Jaakko Tallus FIN Finlândia          | Felix Gottwald AUT Áustria            |
| Turim 2006 (detalhes)                 | Georg Hettich GER Alemanha           | Felix Gottwald AUT Áustria           | Magnus Moan NOR Noruega               |
| Vancouver 2010 (detalhes)             | Jason Lamy-Chappuis FRA França       | Johnny Spillane USA Estados Unidos   | Alessandro Pittin ITA Itália          |
| Sóchi 2014 (detalhes)                 | Eric Frenzel GER Alemanha            | Akito Watabe JPN Japão               | Magnus Krog NOR Noruega               |
| PyeongChang 2018 (detalhes)           | Eric Frenzel GER Alemanha            | Akito Watabe JPN Japão               | Lukas Klapfer AUT Áustria             |
| Pequim 2022 (detalhes)                | Vinzenz Geiger GER Alemanha          | Jørgen Graabak NOR Noruega           | Lukas Greiderer AUT Áustria           |

### Individual pista longa
A prova já foi disputada em dois diferentes formatos:
- Velocidade pista longa/7,5 km (Gundersen) —— 2002–2006
- Individual pista longa/10 km —— 2010–

| Evento                         | Ouro                           | Prata                              | Bronze                      |
| ------------------------------ | ------------------------------ | ---------------------------------- | --------------------------- |
| Salt Lake City 2002 (detalhes) | Samppa Lajunen FIN Finlândia   | Ronny Ackermann GER Alemanha       | Felix Gottwald AUT Áustria  |
| Turim 2006 (detalhes)          | Felix Gottwald AUT Áustria     | Magnus Moan NOR Noruega            | Georg Hettich GER Alemanha  |
| Vancouver 2010 (detalhes)      | Bill Demong USA Estados Unidos | Johnny Spillane USA Estados Unidos | Bernhard Gruber AUT Áustria |
| Sóchi 2014 (detalhes)          | Jørgen Graabak NOR Noruega     | Magnus Moan NOR Noruega            | Fabian Rießle GER Alemanha  |
| PyeongChang 2018 (detalhes)    | Johannes Rydzek GER Alemanha   | Fabian Rießle GER Alemanha         | Eric Frenzel GER Alemanha   |
| Pequim 2022 (detalhes)         | Jørgen Graabak NOR Noruega     | Jens Lurås Oftebro NOR Noruega     | Akito Watabe JPN Japão      |

### Equipes
A prova já foi disputada em dois diferentes formatos:
- Equipes pista longa/3x10 km —— 1988–1994
- Equipes pista longa/4x5 km —— 1998–

| Evento                         | Ouro                                                                           | Prata                                                                      | Bronze                                                                   |
| ------------------------------ | ------------------------------------------------------------------------------ | -------------------------------------------------------------------------- | ------------------------------------------------------------------------ |
| Calgary 1988 (detalhes)        | Thomas Müller Hans-Peter Pohl Hubert Schwarz FRG Alemanha Ocidental            | Freddy Glanzmann Hippolyt Kempf Andreas Schaad SUI Suíça                   | Hansjörg Aschenwald Günther Csar Klaus Sulzenbacher AUT Áustria          |
| Albertville 1992 (detalhes)    | Reiichi Mikata Takanori Kono Kenji Ogiwara JPN Japão                           | Knut Tore Apeland Fred Børre Lundberg Trond-Einar Elden NOR Noruega        | Klaus Ofner Stefan Kreiner Klaus Sulzenbacher AUT Áustria                |
| Lillehammer 1994 (detalhes)    | Takanori Kono Masashi Abe Kenji Ogiwara JPN Japão                              | Knut Tore Apeland Bjarte Engen Vik Fred Børre Lundberg NOR Noruega         | Hippolyt Kempf Jean-Yves Cuendet Andreas Schaad SUI Suíça                |
| Nagano 1998 (detalhes)         | Halldor Skard Kenneth Braaten Bjarte Engen Vik Fred Børre Lundberg NOR Noruega | Samppa Lajunen Jari Mantila Tapio Nurmela Hannu Manninen FIN Finlândia     | Sylvain Guillaume Nicolas Bal Ludovic Roux Fabrice Guy FRA França        |
| Salt Lake City 2002 (detalhes) | Jari Mantila Hannu Manninen Jaakko Tallus Samppa Lajunen FIN Finlândia         | Björn Kircheisen Georg Hettich Marcel Höhlig Ronny Ackermann GER Alemanha  | Christoph Bieler Michael Gruber Mario Stecher Felix Gottwald AUT Áustria |
| Turim 2006 (detalhes)          | Michael Gruber Christoph Bieler Felix Gottwald Mario Stecher AUT Áustria       | Björn Kircheisen Georg Hettich Ronny Ackermann Jens Gaiser GER Alemanha    | Antti Kuisma Anssi Koivuranta Jaakko Tallus Hannu Manninen FIN Finlândia |
| Vancouver 2010 (detalhes)      | Bernhard Gruber Felix Gottwald Mario Stecher David Kreiner AUT Áustria         | Brett Camerota Todd Lodwick Johnny Spillane Bill Demong USA Estados Unidos | Johannes Rydzek Tino Edelmann Eric Frenzel Björn Kircheisen GER Alemanha |
| Sóchi 2014 (detalhes)          | Jørgen Graabak Håvard Klemetsen Magnus Krog Magnus Moan NOR Noruega            | Eric Frenzel Björn Kircheisen Fabian Rießle Johannes Rydzek GER Alemanha   | Christoph Bieler Bernhard Gruber Lukas Klapfer Mario Stecher AUT Áustria |
| PyeongChang 2018 (detalhes)    | Vinzenz Geiger Fabian Rießle Eric Frenzel Johannes Rydzek GER Alemanha         | Jan Schmid Espen Andersen Jarl Magnus Riiber Jørgen Graabak NOR Noruega    | Wilhelm Denifl Lukas Klapfer Bernhard Gruber Mario Seidl AUT Áustria     |
| Pequim 2022 (detalhes)         | Jørgen Graabak Jens Lurås Oftebro Espen Bjørnstad Espen Andersen NOR Noruega   | Manuel Faißt Eric Frenzel Vinzenz Geiger Julian Schmid GER Alemanha        | Akito Watabe Yoshito Watabe Hideaki Nagai Ryota Yamamoto JPN Japão       |